# 衝動購物症
衝動購物症狀（英語：Compulsive buying disorder）俗稱购物狂，是指不加思索地购买超过生活所需乃至超过自身经济承受力的商品（包括但不限于服饰、奢侈品等）。该种现象較常出现于女性，尤其在各大商场掀起打折狂潮的时候。
近年，世界各地的社會逐漸鼓吹消費，加上社會壓力越來越大，引致部份人嘗試以大量購物減壓，形成購物狂的社會現象。購物狂漸漸被認為是一種心理學的疾病，有心理學家嘗試以藥物控制購物狂的購物習慣。在香港，有人因為購物狂，以信用卡大量簽帳，成为卡奴，引致被迫輟學、破產，甚至盜取他人信用卡簽帳等犯罪行為。
2006年，香港導演韋家輝曾執導電影《最愛女人購物狂》，以誇張手法探討購物狂現象。

## 相关影视
- 《妇女乐园》（Shop Girls of Paris，法国，1943年）
- 《超市之女》（Supermarket Woman，日本，1996年）
- 《拜金女孩》（Material Girls，美国，2006年）
- 《最愛女人購物狂》（The Shopaholics，中国香港，2006年）
- （Confession of a shopaholic，美国，2009年）
- 《购物王路易》（Shopaholic Louis，韩国，2016年）
- 《我不是购物狂》（Rebirth of Shopping Addict，中国大陆，2020年）